# Consonne battue linguo-labiale voisée
Cette page contient des caractères spéciaux ou non latins. S’ils s’affichent mal (▯, ?, etc.), consultez la page d’aide Unicode.
La consonne battue linguo-labiale voisée est un son consonantique du bijogo. Le symbole dans l'alphabet phonétique international est [ɾ̼] ou [ⱱ̺].

## Caractéristiques
Voici les caractéristiques de la consonne battue linguo-labiale voisée :
- Son mode d'articulation est battu, ce qui signifie qu’elle est produite en contractant brièvement les muscles d'un point d’articulation, sur l'autre.
- Son point d’articulation est linguo-labial, ce qui signifie qu'elle est articulée avec la langue et les lèvres.
- Sa phonation est voisée, ce qui signifie qu'elle est produite avec la vibration des cordes vocales.
- C'est une consonne orale, ce qui signifie que l'air ne s’échappe que par la bouche.
- C'est une consonne centrale, ce qui signifie qu’elle est produite en laissant l'air passer au-dessus du milieu de la langue, plutôt que par les côtés.
- Son mécanisme de courant d'air est égressif pulmonaire, ce qui signifie qu'elle est articulée en poussant l'air par les poumons et à travers le chenal vocatoire, plutôt que par la glotte ou la bouche.

## Langues
| Langue                   | Exemple | Prononciation | Sens   | Notes |
| ------------------------ | ------- | ------------- | ------ | ----- |
| bijogo (dialecte kajako) |         | [nɔ̀ɾ̼ɔ́ːɡ]      | pierre |       |